# Montanoa laskowskii
Montanoa laskowskii là một loài thực vật có hoa trong họ Cúc. Loài này được Rogers McVaugh (1909-2009) mô tả khoa học đầu tiên năm 1972.

## Mẫu định danh
Mẫu định danh: Anderson & Laskowski 3777A, thu thập ngày 26-9-1966 tại bang Jalisco, Mexico; giữa La Huerta và Barra de Navidad, sườn dốc núi, trong rừng cây lá sớm rụng, cao độ dưới 570 m, holotype lưu giữ tại Đại học Michigan (MICH).

## Từ nguyên
Tính từ định danh laskowskii là để vinh danh Chester Walter Laskowski (1941-), học trò và bạn của Rogers McVaugh, cũng là người tham gia lấy mẫu định danh.

## Phân bố
Loài bản địa tây nam México (Jalisco, Colima).